# Europese Challenge Tour 1993
De Europese Challenge Tour is een serie golftoernooien die georganiseerd wordt door de Europese PGA Tour. De Challenge Tour werd in 1986 opgericht als de Satellite Tour en kreeg begin 1990 de huidige naam.
In 1993 stonden er 48 toernooien op de agenda, waarvan acht niet meetelden voor de Order of Merit. 
Opvallend is dat in 1993 de profkampioenschappen van Denemarken, Finland, Frankrijk en Schotland op de agenda stonden. Het vulde de agenda op en gaf meer speelkansen, maar de resultaten telden niet mee voor de Order of Merit.

## Schema
| Data  | Data  | Toernooi                            | Land        | Winnaar               | Info                         |
| ----- | ----- | ----------------------------------- | ----------- | --------------------- | ---------------------------- |
| 28-01 | 31-01 | Zambia Open                         | Zambia      | Peter Harrison        |                              |
| 04-02 | 07-02 | Kenya Open                          | Kenya       | Craig Maltman         |                              |
| 11-02 | 14-02 | Nigerian Open                       | Nigeria     | Gordon Manson         |                              |
| 31-04 | 03-04 | Tessali Open                        | Italië      | Olle Nordberg         |                              |
| 01-04 | 04-04 | Campeonato de Castilla              | Italië      | Daniel Westermark     |                              |
| 07-04 | 10-04 | Open Jezequel                       | Frankrijk   | Charles Raulerson     | Scores                       |
| 14-04 | 16-04 | Collingtree Park Challenge          | Engeland    | Kevin Morris          |                              |
| 29-04 | 02-05 | Torneo Istantilla Golf              | Spanje      | Magnus Persson        |                              |
| 06-05 | 09-05 | Tournoi Perrier de Paris            | Frankrijk   | Phil Mickelson        |                              |
| 13-05 | 16-05 | Open de Vittel                      | Frankrijk   | Jean-Louis Guepy      |                              |
| 13-05 | 16-05 | American Express Trophy             | Duitsland   | Sven Strüver          | Unofficial money             |
| 20-05 | 23-05 | Scottish Professionals Championship | Schotland   | Sam Torrance          | Unofficial money             |
| 26-05 | 29-05 | Club Med Open                       | Italië      | Joakim Grönhagen      |                              |
| 27-05 | 30-05 | Ramlosa Open                        | Zweden      | Olle Karlsson         |                              |
| 03-06 | 06-06 | Challenge Chargeurs                 | Frankrijk   | Adam Mednick          |                              |
| 03-06 | 06-06 | Siab Open                           | Zweden      | Per-Ive Persson       |                              |
| 09-06 | 11-06 | Clydesdale Bank Northern Open       | Schotland   | Kevin Stables         |                              |
| 10-06 | 13-06 | Challenge AGF                       | Frankrijk   | Ignacio Garrido       |                              |
| 17-06 | 20-06 | Milano Open                         | Italië      | Mark Litton           |                              |
| 17-06 | 20-06 | Team Erhverv Danish Open            | Denemarken  | Christian Post        |                              |
| 23-06 | 26-06 | Nedcar National Open                | Nederland   | John Woof             | Unofficial money, op de Pan. |
| 24-06 | 27-06 | Audi Quattro Trophy                 | Duitsland   | Jonathan Lomas        |                              |
| 26-06 | 28-06 | Memorial Olivier Barras             | Zwitserland | Francis Valera (Am)   |                              |
| 01-07 | 04-07 | Bank Austria Open                   | Oostenrijk  | Joakim Grönhagen      |                              |
| 09-07 | 11-07 | Open de Neuchâtel                   | Zwitserland | Paolo Quirici         |                              |
| 09-07 | 11-07 | Volvo Finnish Open                  | Finland     | Per Nyman             |                              |
| 13-07 | 16-07 | Pro-Am de Leman                     | Zwitserland | Diego Borrego         |                              |
| 15-07 | 18-07 | Open des Volcans                    | Frankrijk   | Dennis Edlund         |                              |
| 22-07 | 25-07 | Audi Open                           | Duitsland   | Alex Cejka            |                              |
| 23-07 | 25-07 | Interlaken Open                     | Zwitserland | Jamie Taylor          |                              |
| 23-07 | 25-07 | Västerås Open                       | Zweden      | Niclas Fasth          |                              |
| 29-07 | 01-08 | Corfin Charity Challenge            | Tsjechië    | Ian Spencer           |                              |
| 29-07 | 01-08 | Open Ribera de Duero                | Spanje      | José Salgado          |                              |
| 04-08 | 07-08 | Rolex Pro-Am                        | Zwitserland | Philip Golding        |                              |
| 06-08 | 08-08 | Toyota Danish PGA Championship      | Denemarken  | Fredrik Andersson Hed |                              |
| 12-08 | 15-08 | Compaq Open                         | Zweden      | Niclas Fasth          |                              |
| 19-08 | 22-08 | Open de Divonne                     | Frankrijk   | Fredrik Larsson       |                              |
| 25-08 | 28-08 | Gore-Tex Challenge                  | Schotland   | Charles Raulerson     |                              |
| 26-08 | 29-08 | SM Matchplay                        | Zweden      | Per Haugsrud          |                              |
| 27-08 | 29-08 | Finnish PGA Championship            | Finland     | Jarmo Sandelin        | Unofficial money             |
| 02-09 | 05-09 | Open de Dijon Bourgogne             | Frankrijk   | Niclas Fasth          |                              |
| 09-09 | 12-09 | Championnat de France Pro           | Frankrijk   | Christian Cévaër      | Unofficial money             |
| 17-09 | 19-09 | Perrier European Pro Am             | België      | Chris Platts          | Unofficial money             |
| 23-09 | 26-09 | Challenge Novotel                   | Frankrijk   | Joakim Grönhagen      |                              |
| 26-09 | 29-09 | Diners Club Championship            | Oostenrijk  | Gordon Manson         | Unofficial money             |
| 04-10 | 09-10 | Biarritz International Pro-Am       | Frankrijk   | Tim Planchin          | Unofficial money             |
| 07-10 | 10-10 | Torneo RCG de Sevilla               | Spanje      | Jacob Rasmussen       |                              |
| 13-10 | 16-10 | Perugia Open                        | Italië      | Jonathan Lomas        |                              |

1990 ·
1991 ·
1992 ·
1993 ·
1994 ·
1995 ·
1996 ·
1997 ·
1998 ·
1999 ·
2000 ·
2001 ·
2002 ·
2003 ·
2004 ·
2005 ·
2006 ·
2007 ·
2008 ·
2009 ·
2010 ·
2011 ·
2012 ·
2013 ·
2014